# Prosper-Édouard Bissuel
Pour les articles homonymes, voir Bissuel.
Prosper-Édouard Bissuel, né le 29 juillet 1840 à Bruxelles et mort le 14 février 1922 à Lyon, est un architecte français. Il est le neveu de Jean-Prosper Bissuel.

## Biographie

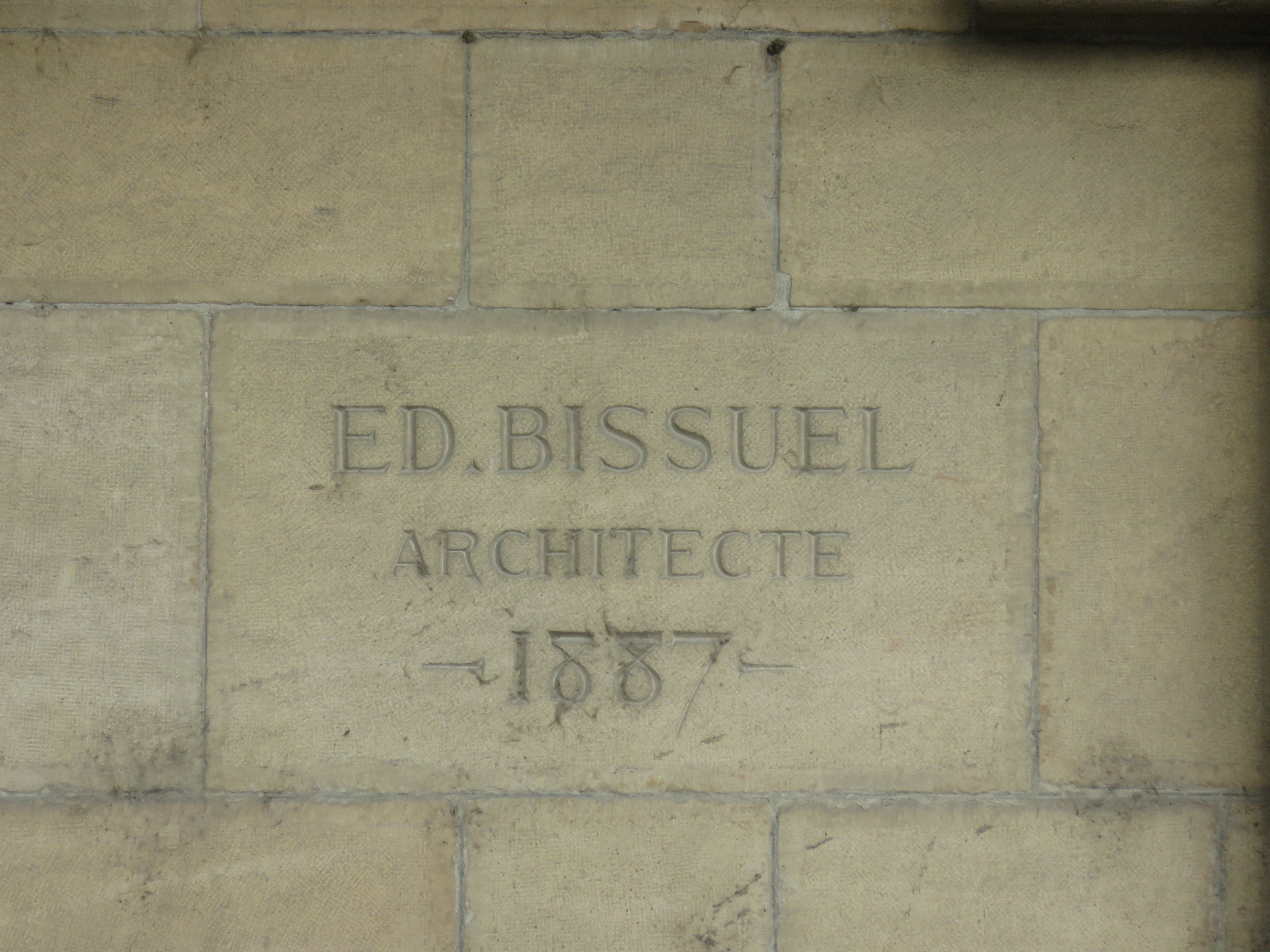
Signature de l'architecte de 1887, sur un immeuble du 6e arrondissement de Lyon.

Prosper-Édouard Bissuel étudie à l'École des beaux-arts de Lyon de 1860 à 1863 où il suit notamment les cours de Louvier. Il devient conseiller municipal de Tassin-la-Demi-Lune de 1882 à 1896 puis participe à divers jurys d'expositions.

## Réalisations
Prosper-Édouard Bissuel a réalisé de nombreuses villas, tombeaux et restaurations, parmi lesquelles :
- Château Tupinier, à Cuisery ;
- école municipale primaire, poste et télégraphe de Collonges-au-Mont-d'Or ;
- divers tombeaux au cimetière de Tassin-la-Demi-Lune et au cimetière de Loyasse (familles Permezel et Bié) à Lyon ;
- croix du cimetière de Saint-Rambert-l'Île-Barbe ;
- croix de mission, carrefour de la Vierge, à Sainte-Foy-lès-Lyon ;
- piédestal et monument à Victor Pulliat, 1898, à Chiroubles (Rhône) pour un buste sculpté par Pierre Aubert (sculpteur) ;
- château de monsieur Antoine Biolay à Châtillon d'Azergues, construit de 1873 à 1876, sur l'emplacement d'un pavillon de chasse du XVIIe siècle, et de style néogothique.
- 16 place Carnot, réalisé en 1881.

## Distinction
- Médaille d'argent à l'exposition universelle de 1872[2] ;
- membre fondateur de la Croix-Rouge en 1894[2] ;
- admis à la société académique d'architecture de Lyon le 6 juillet 1871[2] ;
- membre de la société centrale des Architectes de Paris en 1889[2] ;
- prix Dupasquier en 1874 pour « travaux exécutés avant l'âge de 35 ans »[2] ;
- grande médaille d'architecture privée par la fondation Le Soufaché, décernée par la société centrale des architectes français[2].